# قرقاول الیوت

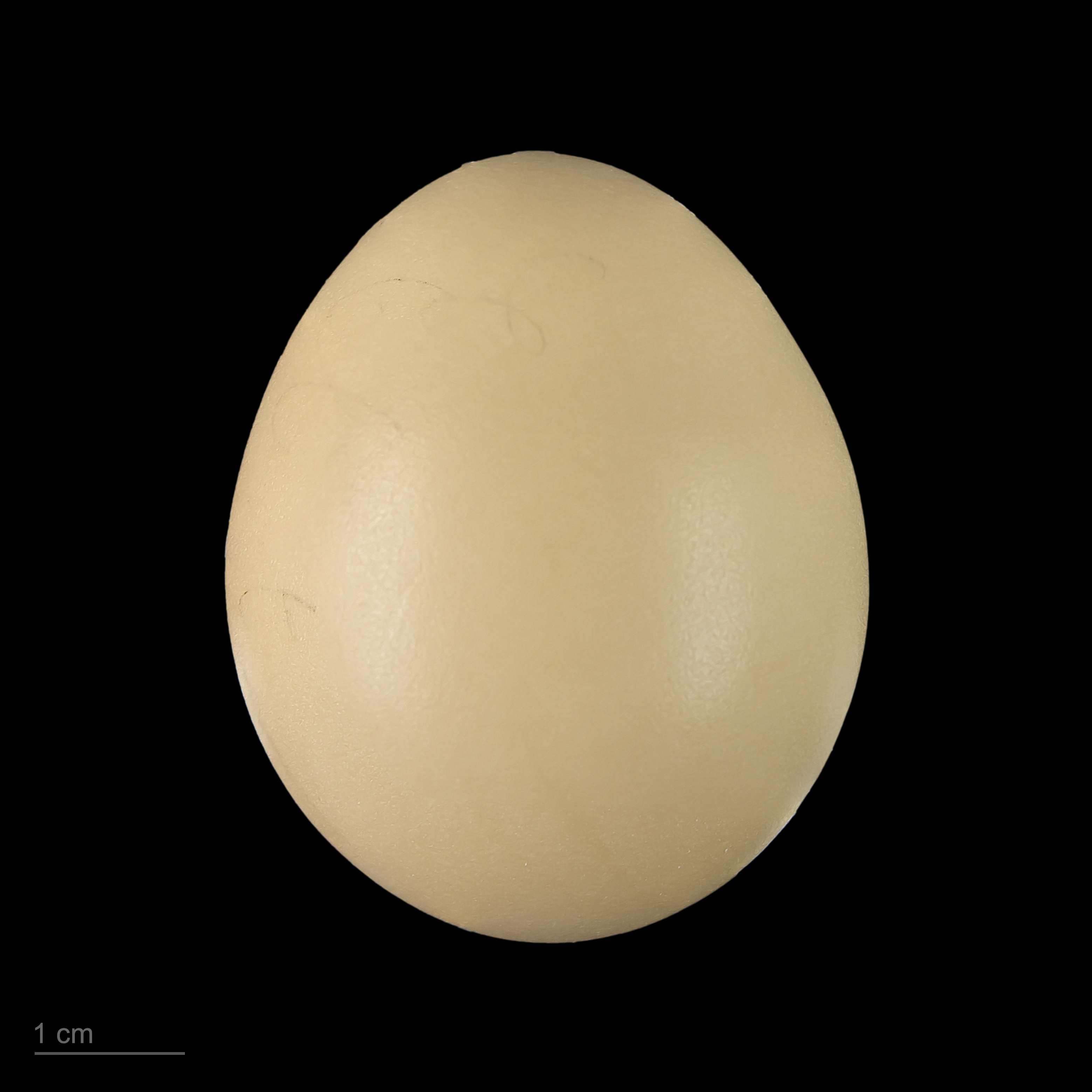
Syrmaticus ellioti

قرقاول الیوت (نام علمی: Syrmaticus ellioti) نام یک گونه از سرده قرقاول‌های دم‌دراز است.